# Oroszmező
Oroszmező (románul: Rus) falu Romániában, Szilágy megyében.

## Fekvése
Szilágy megyében, Nagyilondától délre, a Szamos bal partján fekvő település.

## Története
Oroszmező nevét az oklevelek 1325-ben említették először Symisne néven a kezdetekben a szomszéd hasonnevű patakról elnevezve, majd 1366-ban Wruzmezeu, 1381-ben Oruzmezeu néven.
A falu a Sombori nemzetség-beli Márton fia János birtoka volt, aki azt az Apaffyaknak adta zálogba. Az Apaffyak 1325-ben Bánfi Dénes fiának Tamásnak adták át.
A Bánfiak 1381 évi osztozkodásakor a birtok Régeni Bánffy István fiának, Györgynek jutott.
1381-től az 1700-as évek elejéig a Bánffy és Kendi rokon családok birtoka volt.
Az 1857 évi összeíráskor 166 lakosa volt.
1886-ban 1055 lakosából 6 római katolikus, 1010 görögkatolikus, 7 helvét hitű, 32 zsidó lakosa volt.
1891-ben 1048 lakosa volt, melyből 8 római katolikus, 997 görögkatolikus, 10 református, 1 lutheránus, 50 izraelita volt.
A trianoni békeszerződés előtt Oroszmező, Szolnok-Doboka vármegye Nagyilondai járásához tartozott.

## Nevezetességek
- Görögkatolikus temploma kőből épült 1892-ben az előző 1709-ben épített fatemplom helyett. Anyakönyvet 1826 óta vezetnek.